# 大滿月
大滿月（韓語：대보름），全稱正月大滿月（韓語：정월대만월）、正月大보름（韓語：정월대보름，「보름」為固有詞，月圓、望日之意），是的傳統節日，又稱上元（상원）、元宵（원소）、元夕（원석）、烏忌日（오기일），每年農曆正月十五舉行，當天有很多慶祝活動。

## 起源
源自中國的上元節，本是農民祈求豐收和道教祭祀天官的日子。傳入朝鮮後再發展成當地獨有的風俗。

## 活動
在郊外，人們會冒寒風爬山，第一個看見月亮的人會得到好運或達成願望。他們會串門，向鄰人「賣熱」，以期望涼快的夏天。晚上又會焚燒用松樹枝條堆成的「月亮屋」。在節日前夕農民也會在阡陌上焚燒乾草，給土地辟蟲添肥，這兩種都是源自點火把驅蟲祈福的習俗。放風箏象徵不幸隨風而逝，而婦女們則會玩踩橋的遊戲。

## 飲食
在這一天人們食用各種應節食品，包括五穀飯、藥食、乾菜等。人們早上空腹喝「耳明酒」，祈求不生耳疾，又可以一年都聽到好消息。然後嚼醉乾果再吐出來，相傳可以治皮膚病。其他還有用紫菜或蔬菜包飯吃（稱為福裹），以及用牙咬開堅果以鞏固牙齒。
但這一天傳統上不會給狗任何食物，因他們認為根據天狗食月傳說，狗與圓月相剋，怕牠們感染蒼蠅在夏天得病、與變瘦。

## 圖片

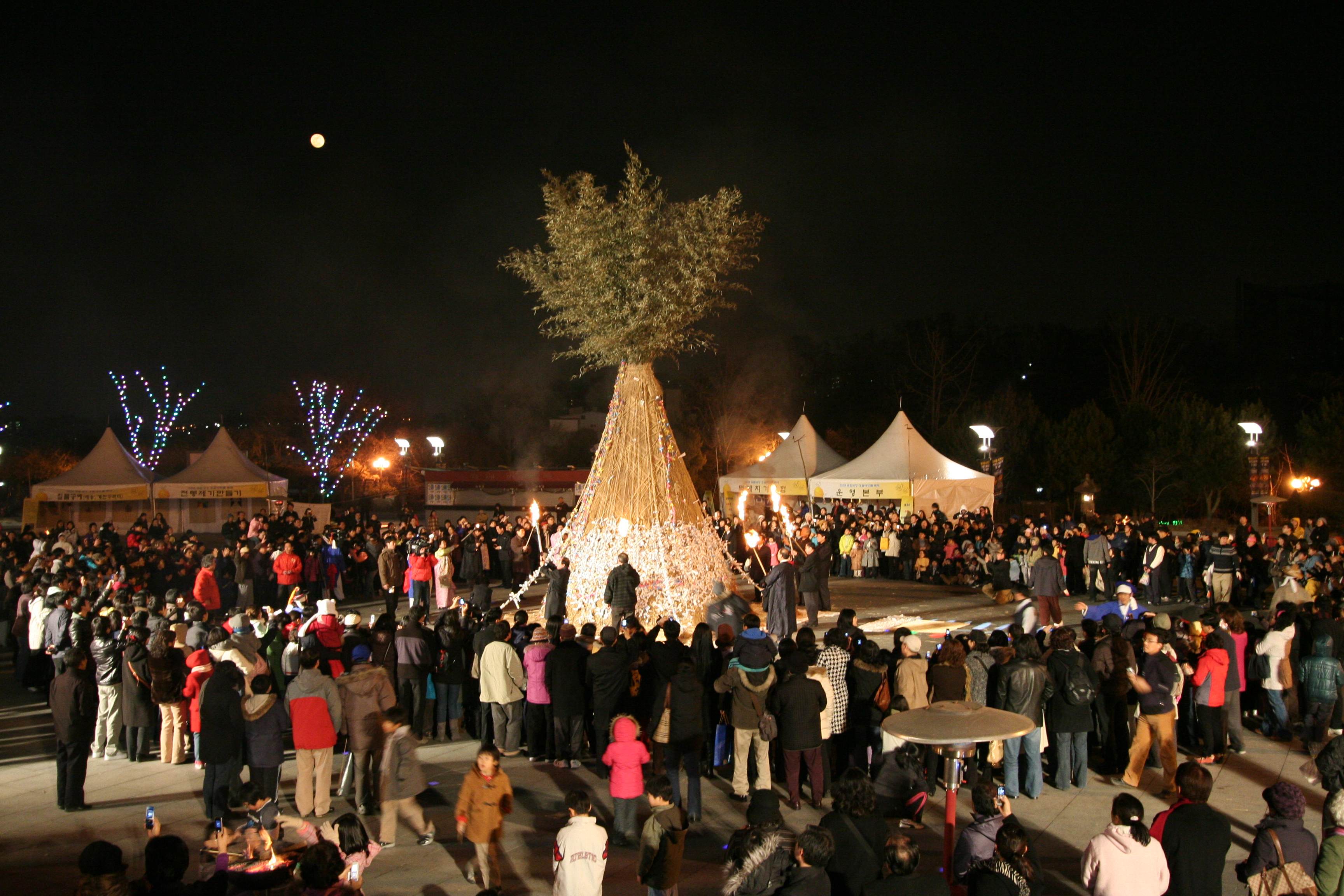
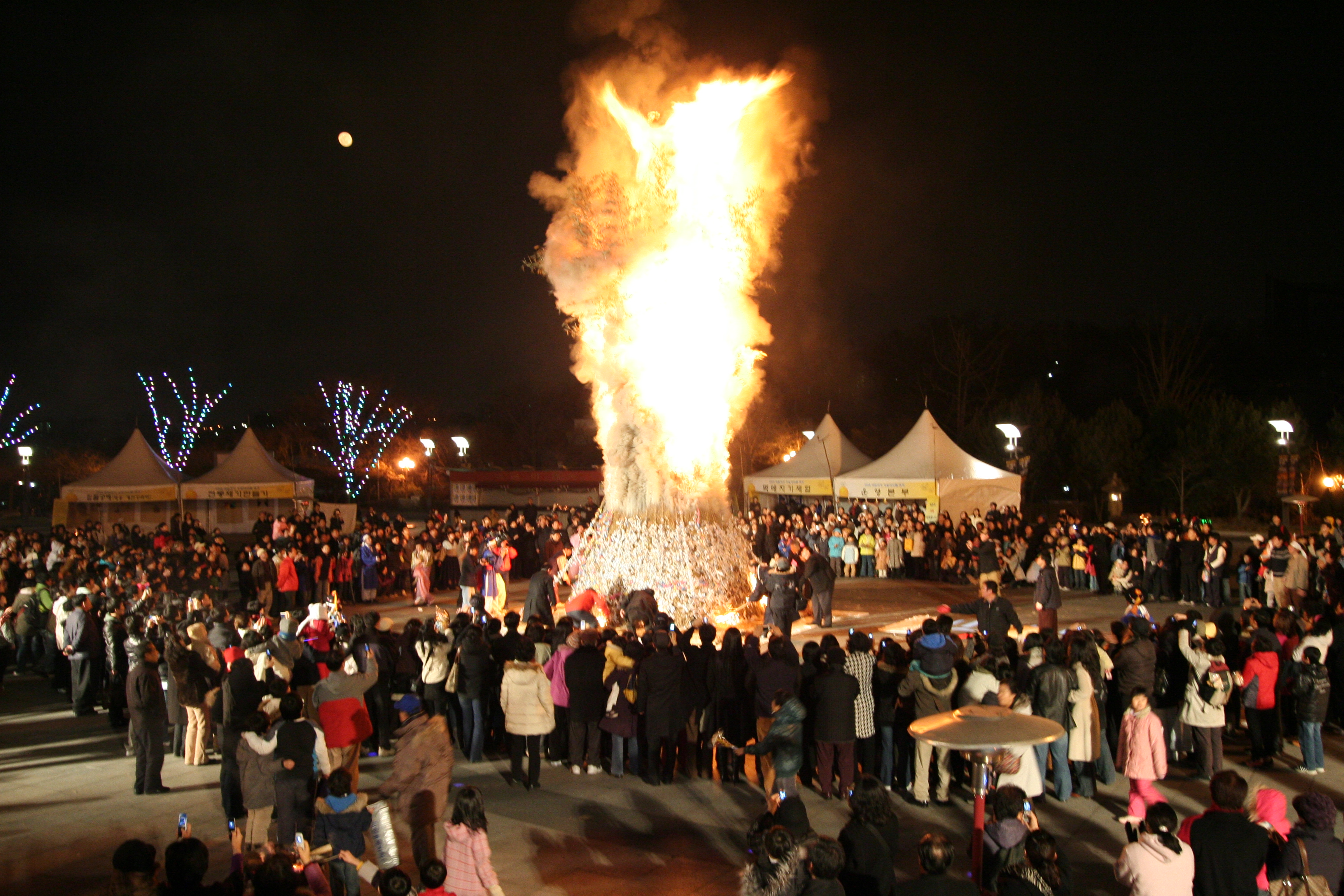
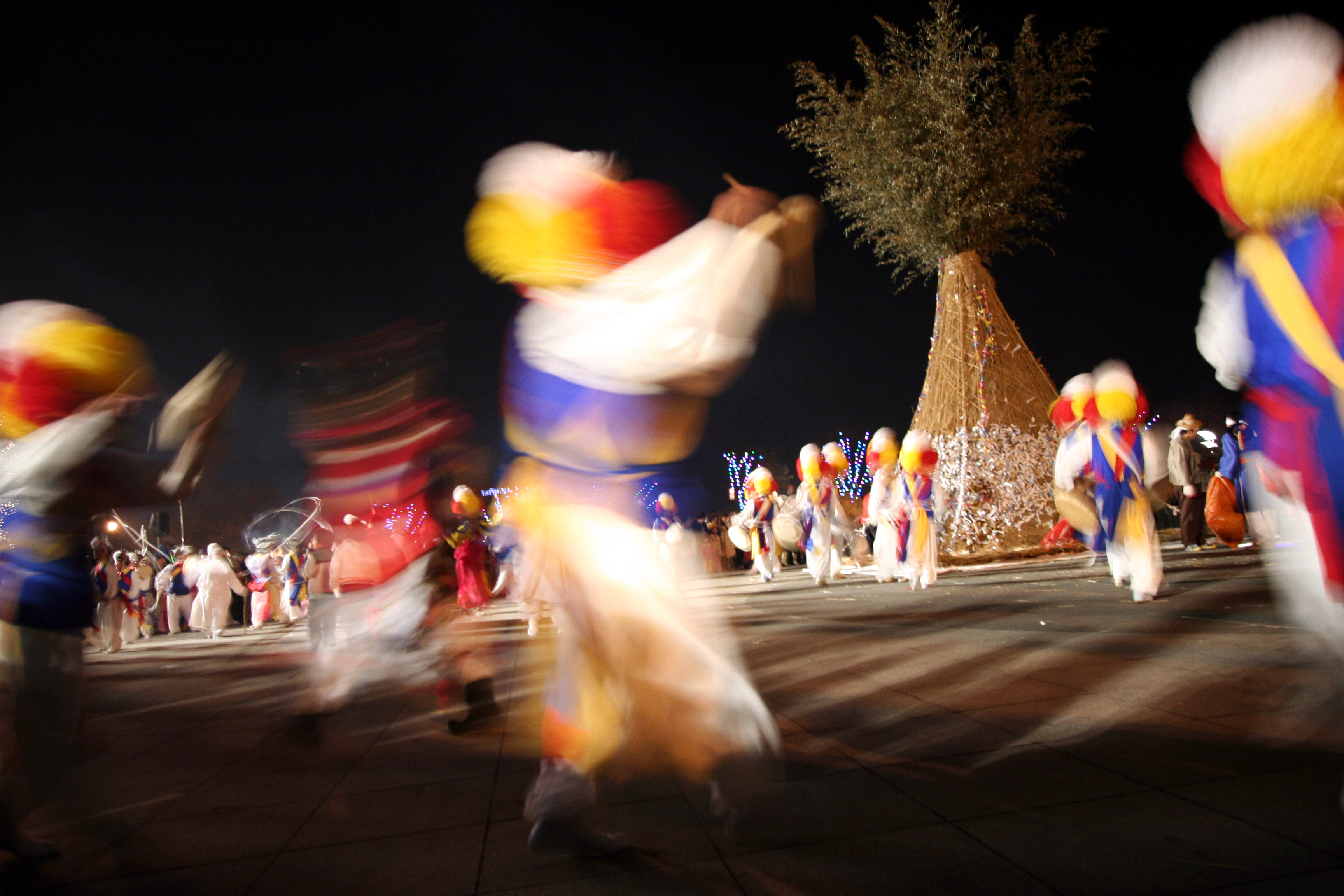
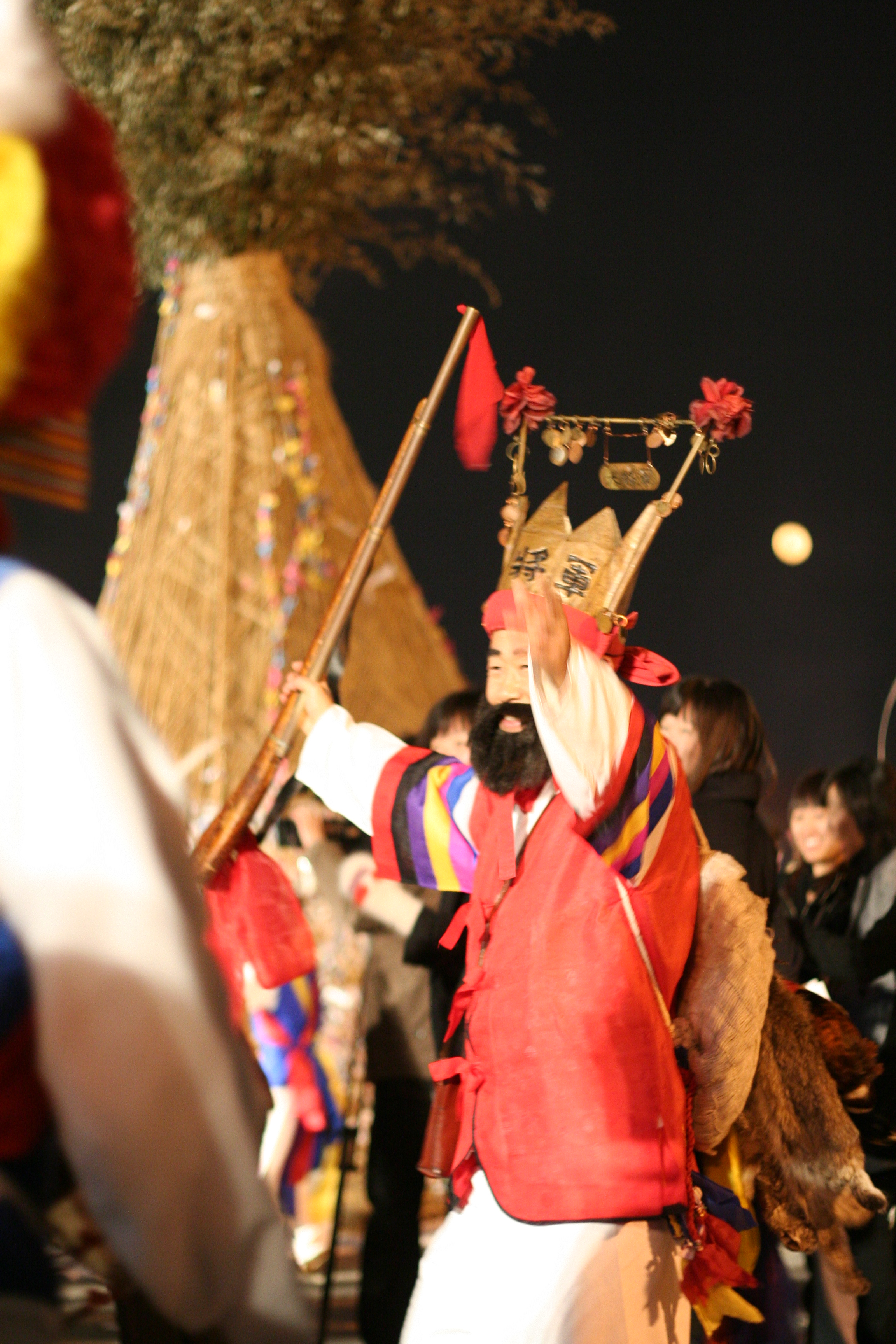

## 外部連結
- 정월 대보름